# کوسه سرگاوی خال‌سفید
کوسه سرگاوی خال‌سفید (نام علمی: Heterodontus ramalheira) نام یک گونه از سرده کوسه‌های شاخدار است.